# Бой при Гъндач (1903)
 Тази статия е за Боят при Гъндач от 12 септември 1903 година.  За битката от 28 юни 1902 година вижте Сражение на Гъндач.  
Боят при Гъндач е бой между сдружените чети на Вътрешната македоно-одринска революционна организация, начело с Апостол войвода и Иванчо Карасулията срещу османски аскер.

## Бой
На Гандаче планина

Пушкитѣ се пукая.

На Гандаче пукая

Ву Гуменджа слушая.

Пушкитѣ пукая

Се турци пагяя.

Колку пѫти съмъ стрелилуй

Толку турци съмъ убилуй.
На 12 септември 1903 година сдружените чети на Апостол Петков и Иванчо Карасулията, общо 103 души завземат стратегическия връх Гъндач в планината Паяк. Срещу тях са изпратени части от гарнизоните в Гевгели и Гумендже, общо около 1200 души. Сражението продължава 10 часа. На следващия ден 13 септември четите успяват да се измъкнат от затягащия се обръч и да се оттеглят. Четите се изтеглят с малки загуби - четата на Апостол губи само един човек, а турците губят 180 души. Турците в продължение на няколко дни не позволяват на населението да се приближава до местосражението, за да не се видят многобройните им жертви.
На 14 септември Апостол войвода с шестима души води сражение при Гола чука над Крива, с 80 души войници, в което загиват двама четници и четирима войници. На 13 октомври четите на Апостол, Иванчо Карасулията и Трайко Гьотов в голямо сражение разбиват изпратените срещу тях пехота и кавалерия, събрани от Гевгели, Енидже Вардар и Гумендже.